# Nancy Ruth Morin
Nancy Ruth Morin (1948) es una botánica estadounidense; es profesora de botánica, y curadora de plantas vasculares. Ha realizado numerosas expediciones botánicas por el territorio estadounidense. Desarrolla actividades académicas en el Departamento de Botánica, de la Universidad de California en Berkeley.
Fue Directora Asistente en el Missouri Botanical Garden, y Directora Ejecutiva en el Arboretum de Flagstaff y del American Association of Botanical Gardens y Arboreta (hoy American Public Gardens Association).

## Algunas publicaciones
- janice Busco, nancy ruth Morin. 2010. Native Plants for High-Elevation Western Gardens. 2ª edición, anotada de Fulcrum Publ. 368 pp. ISBN 1-55591-740-2
- nancy ruth Morin. 1989. Floristics for the 21st Century: Proceedings of the Workshop. Vol. 28 de Monographs in systematic botany from the Missouri Botanical Garden. Editor Missouri Botanical Garden, 163 pp.
- ---------------------------. 1984. Biogeographical Relationships Between Temperate Eastern Asia and Temperate Eastern North America. 329 pp.
- ---------------------------. 1980. Systematics of Githopsis (Campanulaceae). Editor Univ. of California, Berkeley, 356 pp.

## Honores

### Membresías
- Board of the Flora of North America Association (publicando los 30 vols. de la flora de EE. UU. y Canadá)
- State Board of the California Native Plant Society